# Demodex
Demodex es un género de ácaros microscópicos alargados que viven en los mamíferos. Se alimentan de sebo habitando en folículos y áreas de la piel como las mejillas, frente, nariz o párpados.
Hay alrededor de 65 especies conocidas, y dos viven en el humano.
Es considerado como el ectoparásito permanente más común de los seres humanos, y ha sido asociado con la enfermedad ocular llamada blefaritis.
Son artrópodos de ocho patas, cortas y gordas que nacen cerca de su cabeza. Sus huevos son de un tercio de su tamaño, y los ponen alrededor del poro donde habitan.
Están relacionados con el problema a la piel llamado rosácea.

## Especies
- Demodex folliculorum y Demodex brevis, en humanos.

- Demodex canis en los canes.